# Teacalco
Teacalco es una localidad del estado mexicano de Guerrero. Es parte del municipio de Taxco de Alarcón.

## Toponimia
El nombre «Teacalco» proviene de los términos en náhuatl: tetl, piedra; acalli, pileta o canoa; co, lugar. Su significado es «En la pileta de piedra» o «En la canoa de piedra».

## Demografía
| Gráfica de evolución demográfica |
|                                  |

| Censo | Población |
| ----- | --------- |
| 1970  | 437       |
| 1980  | —         |
| 1990  | 821       |
| 2000  | 1 138     |
| 2010  | 1 134     |
| 2020  | 1 227     |